# Karl Mengele
Karl Mengele (* 20. März 1884 in Höchstädt an der Donau; † 17. November 1959 in Günzburg) war ein deutscher Unternehmer und Vater des SS-Arztes Josef Mengele.

## Leben
Mengele studierte am Technikum Mittweida und war im Anschluss in verschiedenen Werken in München und Augsburg tätig. 1907 erwarb er in Günzburg eine Gießerei und Werkstatt für landwirtschaftliche Maschinen.
In den 1920er Jahren war seine Firma drittgrößter Hersteller von Dreschmaschinen in Deutschland, seit 1949 hieß sie Karl Mengele & Söhne. Zum 1. Mai 1933 trat Mengele der NSDAP bei (Mitgliedsnummer 3.549.663) und wurde Mitglied des Stadtrates von Günzburg. 1950 lag der Umsatz bei über 5 Millionen D-Mark. Die Belegschaft war auf fast 2.000 Mitarbeiter angestiegen.
Aus der Ehe mit Walburga Theresa Mengele, geborene Hupfauer, gingen die Söhne Josef, Karl Thaddeus und Alois Mengele hervor. Alois und Karl Mengele jun. waren ab 1949 am Unternehmen beteiligt. Nach Mengeles Tod führte der jüngste Sohn Alois das Unternehmen.

## Ehrungen
Mengele war Ehrenbürger in Günzburg und in Höchstädt an der Donau.